# Lista de prefeitos de Guaramirim
Esta é a lista de prefeitos do município de Guaramirim, estado brasileiro de Santa Catarina.

## Distrito do Bananal
Inicialmente, a região foi batizada de Itapocuzinho. Mais tarde, foi rebatizada com o nome de Bananal pela lei estadual n° 281, de 2 de junho de 1919. Em março de 1921 foi elevado a distrito, e em 1º de dezembro de 1938, foi promovido a vila. Por decreto presidencial de 1944, Bananal foi substituído por Guará-Mirim. Com a sua emancipação determinada lei estadual n° 247, de 30 de dezembro de 1948, constituiu-se no município de Guaramirim, desmembrando-se de Joinville.
| Nº | Nome                          | Início do mandato | Fim do mandato | Observações          |
| 1  | Gustavo Rubin                 |                   |                | Intendente distrital |
| 2  | Agostinho Valentin do Rosário |                   |                | Intendente distrital |
| 3  | Irineu Vilela Veiga           |                   |                | Intendente distrital |

## Município de Guaramirim
| Nº | Nome                            | Partido | Vice-prefeito                           | Início do mandato       | Fim do mandato          | Observações               |
| 1  | José Motta Pires                | —       |                                         | 18 de agosto de 1949    | 30 de setembro de 1949  | Prefeito nomeado          |
| 2  | Emílio Manke Junior             |         | —                                       | 30 de setembro de 1949  | 30 de setembro de 1954  | Prefeito eleito           |
| 3  | Rodolfo Jahn                    |         |                                         | 30 de setembro de 1954  | 30 de setembro de 1959  | Prefeito eleito           |
| 4  | Paulino João de Bem             |         |                                         | 30 de setembro de 1959  | 30 de setembro de 1964  | Prefeito eleito           |
| 5  | Lauro Zimmermann                |         |                                         | 30 de setembro de 1964  | 31 de janeiro de 1966   | Prefeito nomeado          |
| 6  | Arnoldo Van Den Bylaardt Junior |         |                                         | 31 de janeiro de 1966   | 31 de janeiro de 1970   | Prefeito eleito           |
| 7  | Paulino João de Bem             |         |                                         | 31 de janeiro de 1970   | 31 de janeiro de 1973   | Prefeito eleito           |
| 8  | Silvestre Mannes                | ARENA   |                                         | 31 de janeiro de 1973   | 31 de janeiro de 1977   | Prefeito eleito           |
| 9  | Salim José Dequech              |         | José Prefeito de Aguiar                 | 1º de fevereiro de 1977 | 1º de fevereiro de 1983 | Prefeito e vice eleitos   |
| 10 | José Perfeito de Aguiar         | PDS     | Victor Kleine                           | 1º de fevereiro de 1983 | 31 de dezembro de 1988  | Prefeito e vice eleitos   |
| 11 | Antônio Carlos Zimmermann       | PMDB    |                                         | 1º de janeiro de 1989   | 31 de dezembro de 1992  | Prefeito eleito           |
| 12 | Victor Kleine                   | PDS     |                                         | 1º de janeiro de 1993   | 31 de dezembro de 1996  | Prefeito eleito           |
| 13 | Antônio Carlos Zimmermann       | PMDB    |                                         | 1º de janeiro de 1997   | 31 de dezembro de 2000  | Prefeito eleito           |
| 14 | Mário Sérgio Peixer, Dego       | PFL     | José Joaquim Fernandes (PP) Zezinho     | 1º de janeiro de 2001   | 31 de dezembro de 2004  | Prefeito e vice eleitos   |
| 14 | Mário Sérgio Peixer, Dego       | PFL     | José Joaquim Fernandes (PP) Zezinho     | 1º de janeiro de 2005   | 31 de dezembro de 2008  | Prefeito e vice reeleitos |
| 15 | Nilson Bylaardt                 | PMDB    | Altair José Aguiar (PPS)                | 1º de janeiro de 2009   | 31 de dezembro de 2012  | Prefeito e vice eleitos   |
| 16 | Lauro Froelich                  | PSD     | Paulo Sérgio Conte Mendes Veloso (PSDB) | 1º de janeiro de 2013   | 31 de dezembro de 2016  | Prefeito e vice eleitos   |
| 17 | Luiz Antônio Chiodini           | PP      | Osvaldo Devigili (DEM)                  | 1º de janeiro de 2017   | 31 de dezembro de 2020  | Prefeito e vice eleitos   |
| 18 | Luiz Antônio Chiodini           | PP      | Osvaldo Devigili                        | 1º de janeiro de 2021   | 31 de dezembro de 2024  | Prefeito e vice reeleitos |
| 19 | Adriano Marcel Zimmermann       | PL      | Denis Lunelli                           | 1º de janeiro de 2025   | —                       | Prefeito e vice eleitos   |